# Zoo Leśne Zacisze w Lisowie
Zoo Leśne Zacisze – ogród zoologiczny założony w 2002 w Lisowie koło Morawicy, placówka uzyskała oficjalny status ogrodu zoologicznego w 2016. Zajmuje obszar 15 ha.

## Historia
Ogród powstał w 2002 i początkowo prezentował zwierzęta domowe, takie jak konie, kozy oraz ozdobne kury. W kolejnych latach, stopniowo zwiększała się liczba prezentowanych dzikich zwierząt, wybudowano nowe zagrody, wytyczono alejki dla zwiedzających, obsadzono teren krzewami i drzewami. Do zoo w Lisowie sprowadzono między innymi: nilgau indyjskie, gnu brunatne, wielbłądy dwugarbne, lemury katta, lwy afrykańskie, oryksy szablorogie, bawoły leśne, sitatungi sawannowe, żurawie koroniaste, emu oraz nandu szare.